# Зорі і екзопланетні системи в культурі
В статті наведено перелік зір та планетних систем навколо інших зір, які фігурують в культурі в різних її проявах, зокрема:
- Науково-фантастична література (оповідання, романи, новели);
- Фільми;
- Телесеріали;
- Настільні ігри;
- Комп'ютерні ігри.

## Прокисима Центавра
| Назва                                   | Автор                                      | Рік       | Тип             | Короткий опис | Джерела |
| --------------------------------------- | ------------------------------------------ | --------- | --------------- | --- | ------- |
| Проксима Центавра (оповідання, 1935)    | Маррі Лайнстер                             | 1935      | Оповідання      | Перший міжзоряний корабель людства під назвою "Adastra", прибуває до Проксими. В зорі є система з двох планет - Центавр 1 та Центавр 2. Центавр 1 є домом для рослин-хижаків, які сприйняли екіпаж корабля джерелом їжі та з'їли більшість з них. Центавр 2 - землеподібна планета, яка була багато років тому покинута расою центавріанців та придатною для колонізації людством. |         |
| Пасинки неба                            | Роберт Гайнлайн                            | 1941      | Серія романів   | Корабель поколінь "Вангард", початковою ціллю якого була Проксима Центавра, безцільно подорожує Всесвітом після невдалого бунту, в ході якого було вбито офіцерів-пілотів. Нащадки виживших членів екіпажу забули ціль та походження свого корабля та впали в культуру дотехнологічного землеробства, обтяжену забобонами.                                                         |         |
| Чоловік-змінна                          | Філіп Дік                                  | 1953      | Новелла         | |         |
| Магелланова Хмара                       | Станіслав Лем                              | 1955      | Роман           | |         |
| Світ в небезпеці                        | Радіо BBC                                  | 1955-1956 | -               | |         |
| Три стигмати Палмера Елдрича            | Філіп Дік                                  | 1965      | Роман           | |         |
| Полонений всесвіт                       | Гаррі Гаррісон                             | 1969      | Роман           | |         |
| Москва-Кассіопея                        | Ісай Кузнецов, Авенер Зак, Річард Вікторов | 1973      | Фільм           | |         |
| Зоряні діви                             | ITV                                        | 1976      | Фільм           | |         |
| Земне торгове управління                | Стюарт Коулі                               | 1978-1980 | Серія романів   | |         |
| Cerberus: The Proxima Centauri Campaign | Task Force Games                           | 1979      | Настольна гра   | |         |
| Frontier: Elite II                      | Девід Брабен та інші                       | 1993      | Комп'ютерна гра | |         |
| Frontier: First Encounters              | Девід Брабен та інші                       | 1995      | Комп'ютерна гра | |         |
| Elite Dangerous                         | Девід Брабен та інші                       | 2014      | Комп'ютерна гра | |         |
| Вавилон-5                               | Джозеф Майкл Стражинськи                   | 1993-1998 | Телесеріал      | |         |
| Крізь обрій                             | Пол Вільям Скотт Андерсон Філіп Ейснер     | 1997      | Фільм           | |         |
| Far Gate                                | Super X Studios                            | 2001      | Комп'ютерна гра | |         |
| Destroy All Humans!                     | Pandemic Studios                           | 2005      | Комп'ютерна гра | |         |
| Проксима                                | Карлос Атанес                              | 2007      | Фільм           | |         |
| Води Марса                              | BBC                                        | 2009      | Телесеріал      | Епізод серіалу "Доктор Хто" |         |
| Проксима                                | Стівен Бекстер                             | 2013      | Книга           | |         |
| Вознесіння                              | Філіп Левенс Адріан Круз                   | 2014      | Телесеріал      | |         |
| Яана                                    | Сантешівара Лінганая Бхіраппа              | 2014      | Роман           | |         |
| Зрадник                                 | J. F. R. Coates                            | 2019      | Роман           | |         |